# 毛鼻袋熊
毛鼻袋熊（學名：Lasiorhinus latifrons），又名南澳毛吻袋熊，是袋熊的一種。牠們體型細小，只長77.5－93.5厘米及重20－32公斤，尾巴長2.5－6厘米。
牠們分佈在澳洲納拉伯平原（Nullarbor Plain）至新南威爾士邊境的半乾旱叢林及小桉樹叢。當地政府將毛鼻袋熊列為易危，而世界自然保護聯盟則列牠們為無危。由於幼熊很難在乾旱季節生存，近年雨量的減少正威脅著牠們及其繁殖。專家認為現時的氣候轉變可能會對牠們造成更大的威脅。